# 德利 (伊利諾伊州)
德利（英語：Durley）是位於美國伊利諾伊州邦德縣的一個非建制地區。該地的面積和人口皆未知。

## 地理
德利的座標為38°56′04″N 89°22′05″W / 38.93444°N 89.36806°W，而該地的平均海拔高度為172米（即564英尺）。